# Кантон (Јужна Дакота)
Кантон (енгл. Canton) град је у америчкој савезној држави Јужна Дакота.

## Демографија
По попису из 2010. године број становника је 3.057, што је 53 (-1,7%) становника мање него 2000. године.
| Група             | 2000.         | 2010.         |
| Белци             | 3.023 (97,2%) | 2.891 (94,6%) |
| Афроамериканци    | 10 (0,3%)     | 8 (0,3%)      |
| Азијати           | 18 (0,6%)     | 23 (0,8%)     |
| Хиспаноамериканци | 15 (0,5%)     | 51 (1,7%)     |
| Укупно            | 3.110         | 3.057         |